# Helicopsyche yamadai
Helicopsyche yamadai är en nattsländeart som beskrevs av Iwata 1927. Helicopsyche yamadai ingår i släktet Helicopsyche och familjen Helicopsychidae. Inga underarter finns listade i Catalogue of Life.